# Мутониране стене
Мутониране стене или комчићи је назив за облике који, када се нађу заједно у групи, подсећају из даљине на леђа стада оваца (од француске речи ”mоuton”-овца). Ови облици спадају у микрооблике који настају деловањем глацијалне ерозије.
Ледничке масе својим кретањем врше притисак и трење на стеновиту површину испод њих. То изазива стругање и снижавање стеновитих површина. Због различитог геолошког састава и отпорности стена, стругање и снижавање су неуједначени. Јавља се селективна ерозија, која у овом случају долази до пуног изражаја. Мање отпорне стене брже се еродирају од отпорних те се на тим местима стварају коритаста улегнућа. Са друге стране, на местима где су отпорније стене јавиће се узвишења у виду ниског свода, дугачка и преко 100 m. На тај начин јавља се висинска денивелација између ових стена а стеновита топографска површина испод ледника може бити заталасана.